# پروانه (فیلم ۱۹۷۱)
پروانه (انگلیسی: Parwana) یک فیلم است که در سال ۱۹۷۱ منتشر شد. از بازیگران آن می‌توان به آمیتاب باچان، اوم پراکاش، لالیتا پاوار و هلن اشاره کرد.